# Wohnhaus Stavendamm 11

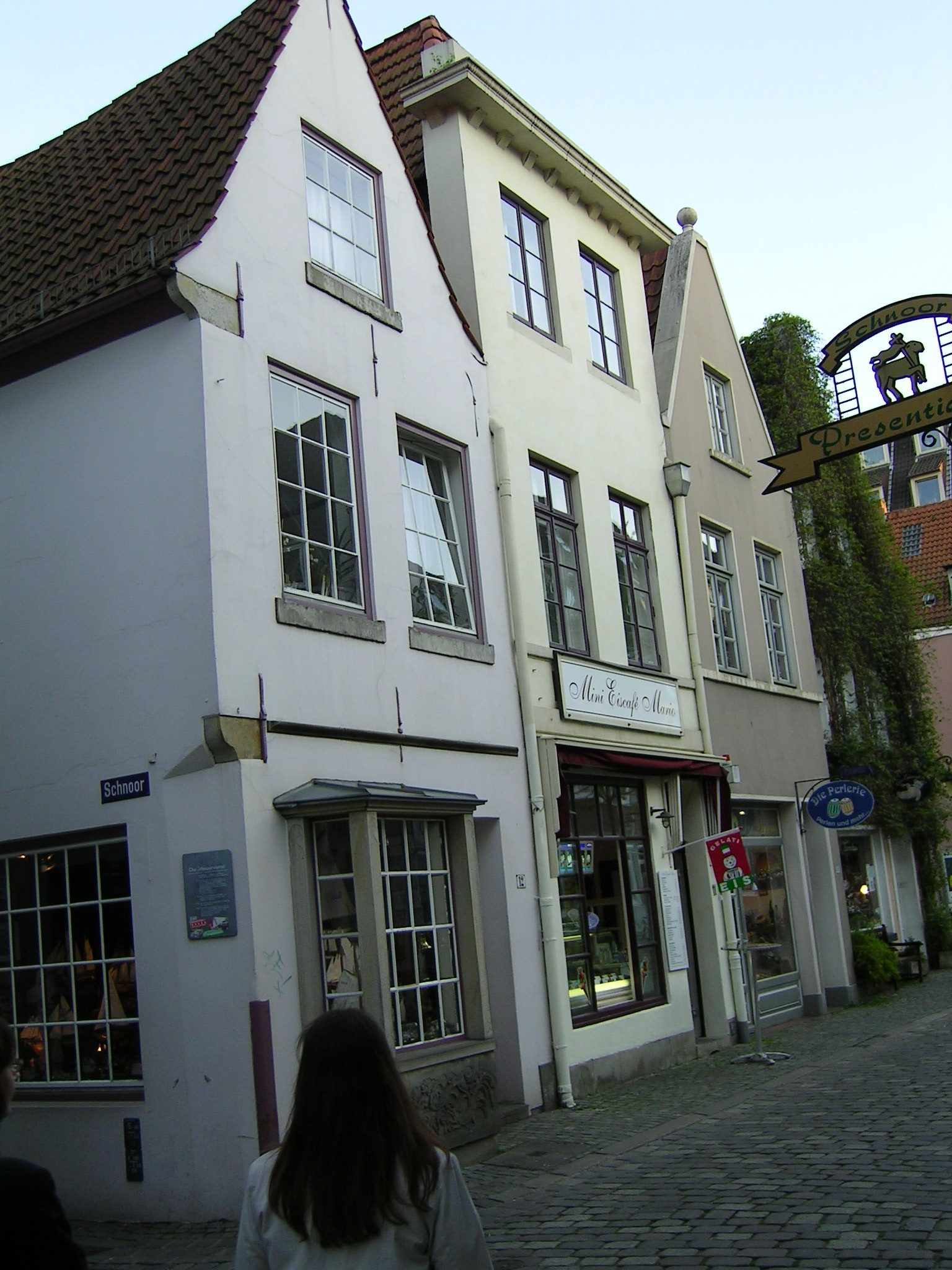
Stavendamm 11: Zweites Haus von links

Das Wohnhaus Stavendamm 11 befindet sich in Bremen, Stadtteil Mitte im  Schnoorviertel, Stavendamm 11. Das Haus entstand um 1800.
Das Gebäude steht seit 1973 unter Bremer Denkmalschutz.

## Geschichte

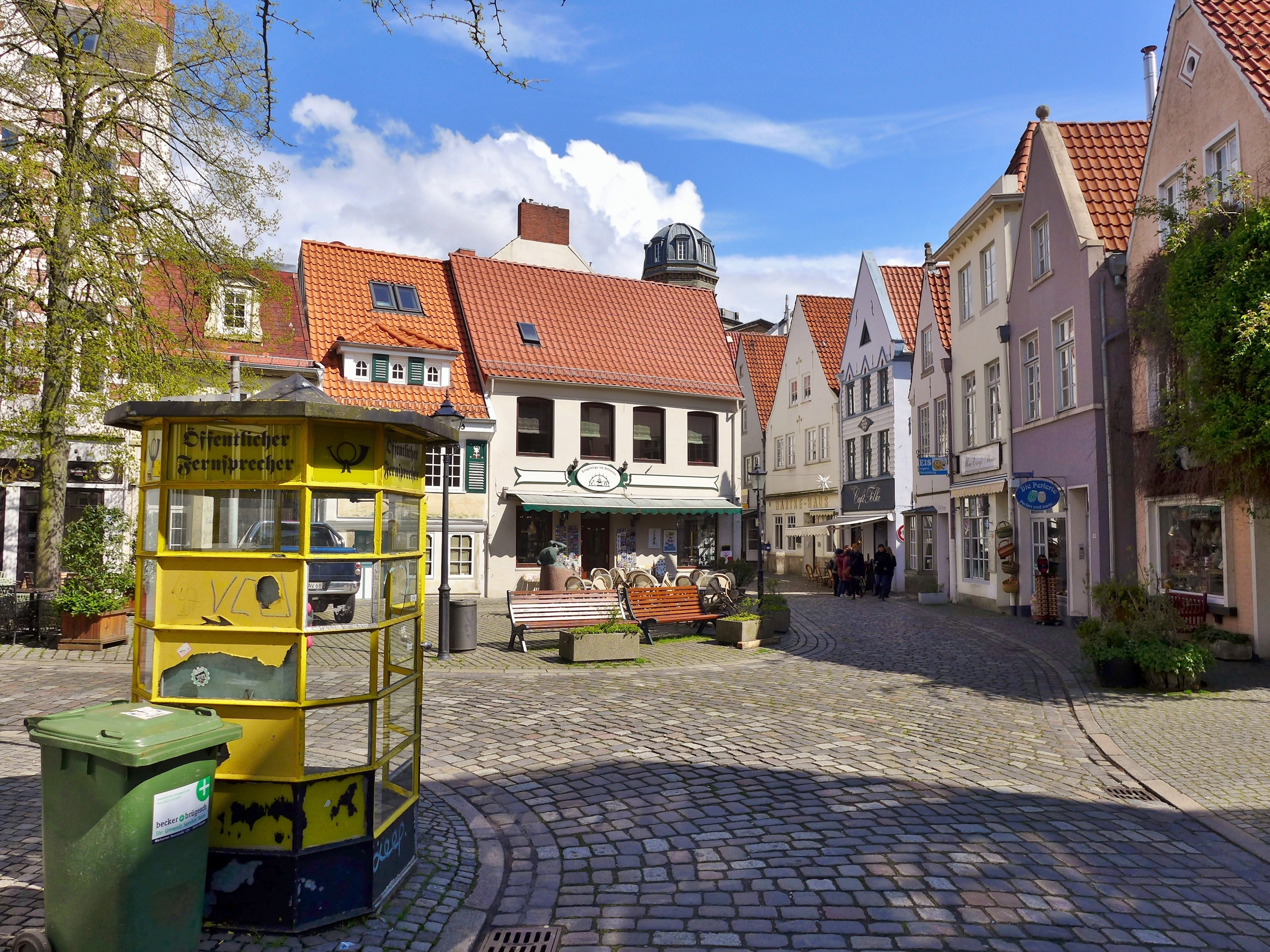
Stavendamm: Drittes Haus von rechts

Die ursprüngliche Bevölkerung des Schnoors bestand überwiegend aus Flussfischern und Schiffern. In der Epoche des Klassizismus und des Historismus entstanden von um 1800 bis 1890 die meisten oft kleinen Gebäude. Im weiteren Verlauf wurde es zum Arme-Leute-Viertel, das in weiten Bereichen verfiel – vor allem nach dem Zweiten Weltkrieg.
1959 wurde von der Stadt ein Ortsstatut zum Schutz der erhaltenswerten Bausubstanz beschlossen. Die Häuser wurden dokumentiert und viele seit den 1970er Jahren unter Denkmalschutz gestellt. Ab den 1960er Jahren fanden mit Unterstützung der Stadt Sanierungen, Lückenschließungen und Umbauten im Schnoor statt.
Das dreigeschossige, geputzte Haus mit einem vorderen Walmdach und einem sehr betonten, überstehenden Gesims wurde um 1800 in der Epoche des Klassizismus gebaut. Das Haus wurde 1898 in der Zeit des Historismus umgebaut. Hier wohnten früher u. a. hauptsächlich Handwerker. 

Heute (2018) wird das Haus durch ein Café (Mini Eiscafé Mario) und zum Wohnen genutzt.
Der Name des Stavendamm stammt vom Stave = Stube.   Hier waren früher die Badestuben, die von den Seemännern und Schiffern gerne genutzt wurden. Der Name Schnoor (Snoor) bedeutet Schnur:. Er kam durch das Schiffshandwerk und der Herstellung von Seilen und Taue (= Schnur).